# 柴沢民
柴 沢民（さい たくみん、1916年10月 - 2010年6月7日）は、中華人民共和国の外交官。1979年の米中関係改善後、初代駐米大使を務めた。

## 生涯
山西省聞喜県の一般家庭に生まれる。高等学校を卒業後、政治的活動に参加、中国共産党に参加した。1960年12月に外交部に入省。1961年から1964年まで駐ハンガリー大使、1964年から1967年まで駐ギニア大使、1970年から1974年まで駐エジプト大使。
1975年、中華人民共和国はタイ王国と国交を樹立し、柴沢民は初代駐タイ王国大使に就任した。柴沢民は2年半の在任期間中、総選挙を2回、クーデターを3回、首相を4名、政権を5つ、経験した。このような激動の環境下で職務を遂行したことについて、タイ国王ラーマ9世は外交上の偉大な成果として評価し、白象勲章を下賜した。
1978年夏、中華人民共和国はアメリカ合衆国と国交正常化に向けた交渉を開始した。柴沢民はワシントンD.C.の中国連絡処主任に就任し、交渉のテーブルに参加した。1978年末、中華人民共和国はアメリカ合衆国との間で国交正常化の合意に至り、1979年1月1日に公式に国交が樹立された。同時に大使館も相互に設立され、初代駐米大使として柴沢民が任命された。1983年、柴沢民は駐タイ王国大使を退任した。
駐タイ王国大使退任後、柴沢民は中国人民外交学会副会長を引き受けた。また中国人民政治協商会議の委員を3期にわたって務めた。

## 栄誉
1981年秋、ミシガン州立大学は柴沢民の米中関係への寄与を評価し、法学の名誉博士号を授与した。